# 으르렁거림
으르렁거림은 동물이 공격적인 경고로 내는 낮은 소리다. 경고 뿐만 아니라 장난기 어린 행동이나 짝짓기와 같은 다른 상황에서도 할 수 있다. 다른 동물은 특정 맥락에서 으르렁거림을 의사소통의 한 형태로 사용한다. 으르렁거리는 동물에는 고양이, 곰, 개, 악어가 있다.
으르렁거리는 소리는 인후의 꼭대기에 위치한 후두에서 나온다. 연골과 연조직으로 이루어져 있으며, 중앙에 공기가 통과할 수 있는 구멍이 있다. 인간이 말하는 법을 배우는 것과 유사하게, 동물들은 공기가 후두에 들어와서 지나갈 때 발생하는 성대의 진동을 통해 으르렁거리는 법을 배운다.